# Leandro Trossard
Leandro Trossard (født 4. december 1994) er en belgisk professionel fodboldspiller, som spiller for Premier League-klubben Arsenal og Belgiens landshold.

## Klubkarriere

### Genk
Trossard kom igennem ungdomsakademiet hos KRC Genk. Han gjorde sin førsteholdsdebut i maj 2012.

#### Lejeaftaler
Trossard tilbragte 2012 til 2016 på lejeaftaler hos flere forskellige hold i Belgien.

#### Førstehold
Trossard fik sit gennembrud hos Genk i 2016-17 sæsonen, og spillede i resten af sin tid i klubben hovedsageligt som fast mand. Han var en central del af Genk vandt det belgiske mesterskab for første gang i 8 år i 2018-19 sæsonen.

### Brighton & Hove Albion
Trossard skiftede i juni 2019 til Brighton & Hove Albion.
Han scorede den 1. oktober 2022 et hattrick imod Liverpool, og blev hermed den første Brighton spiller nogensinde til at score et hattrick i Premier League.
Trossards tid hos Brighton kom til ende efter Roberto De Zerbi som træner. De tog havde en konflikt, som resulterede i, at Trossard blev udlukket fra førsteholdet.

### Arsenal
Trossard skiftede i januar 2023 til Arsenal.

## Landsholdskarriere

### Ungdomslandshold
Trossard har repræsenteret Belgien på flere ungdomsniveauer.

### Seniorlandshold
Trossard debuterede for Belgiens landshold den 5. september 2020.

## Titler
Genk
- Belgiens 1. division A: (2018-19)
- Belgisk Cup: 1 (2012-13)

Westerlo
- Belgiens 2. division: 1 (2013-14)